# هاورت
هاورت(به انگلیسی: Haworth) شهری در ایالت اکلاهما کشور ایالات متحده آمریکا است که جمعیت آن در سرشماری سال ۲۰۱۰ میلادی، ۲۹۷ نفر بوده‌است.